# Гадья (деревня)
Гадья — деревня в составе Чердынского городского округа Пермского края.

## Географическое положение
Деревня расположена на левом берегу реки Колва в 1,5 км к северу от посёлка Верхняя Колва и в 92 км к северо-востоку от города Чердынь.

## Климат
Климат умеренно-континентальный с продолжительной холодной и снежной зимой и коротким летом. Снежный покров удерживается 170—190 дней. Средняя высота снежного покрова составляет более 70 см, в лесу около 1 метра. В лесу снег сохраняется до конца мая. Продолжительность безморозного периода примерно 110 дней.

## Население
| 2010 |
| ---- |
| 45   |

Население деревни составляло 57 чел. в 2002 году, из них русские — 93 %.